# 訃報 1997年7月
訃報 1997年7月（ふほう 1997ねん7がつ）では、1997年（平成9年）7月中に物故した、又は物故が報じられた人物についてまとめる。

## （1日 - 15日）

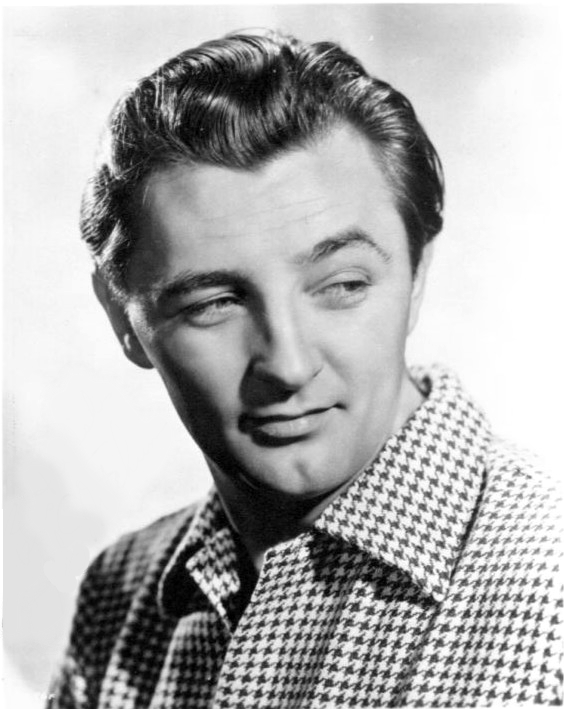
ロバート・ミッチャム／7月1日没

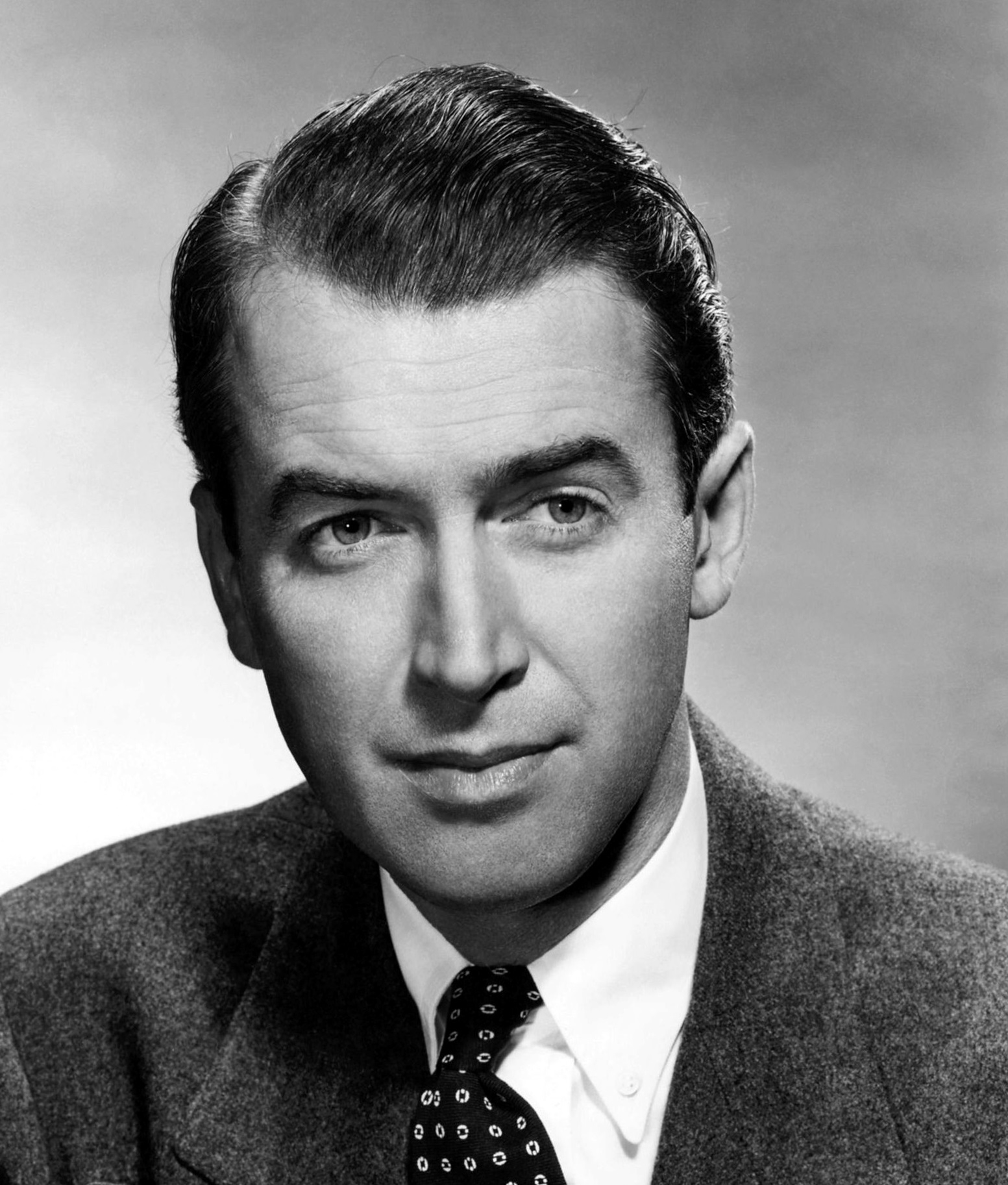
ジェームズ・ステュアート／7月2日没

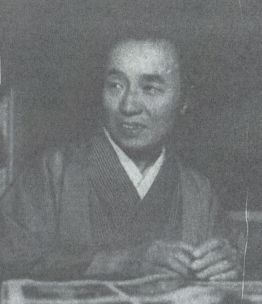
奥むめお／7月7日没

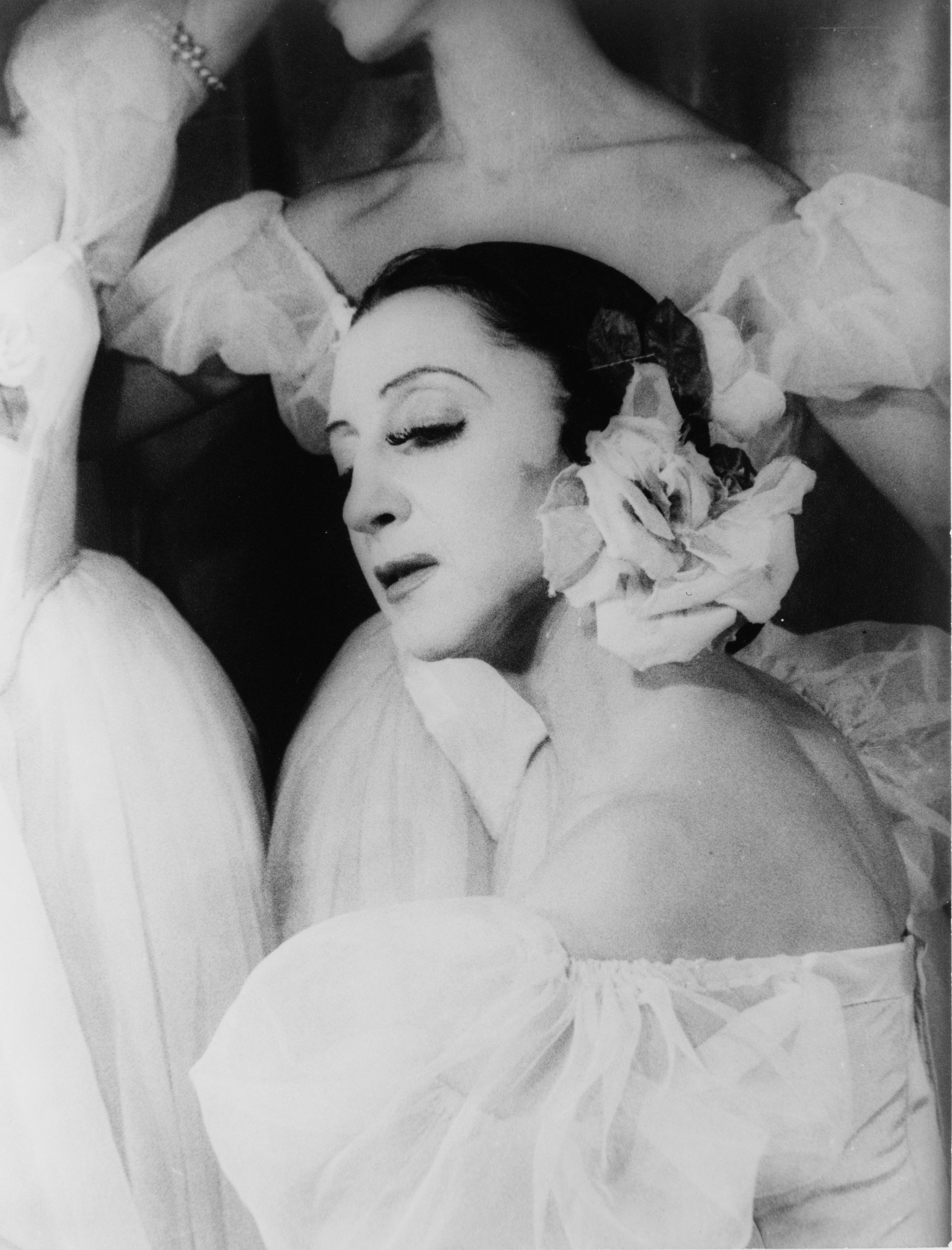
アレクサンドラ・ダニロワ／7月13日没

ジャンニ・ヴェルサーチ／7月15日没

- 7月1日 - ロバート・ミッチャム、俳優（* 1917年）
- 7月2日 - ジェームズ・ステュアート、俳優（* 1908年）
- 7月7日 - 奥むめお、政治家（* 1895年）
- 7月8日 - 中原美紗緒、歌手（* 1931年）
- 7月13日 - アレクサンドラ・ダニロワ、バレエダンサー（* 1903年）
- 7月15日 - 小野田勇、脚本家・劇作家　（* 1920年）
- 7月15日 - ジャンニ・ヴェルサーチ、ファッションデザイナー（* 1946年）

## （16日 - 31日）

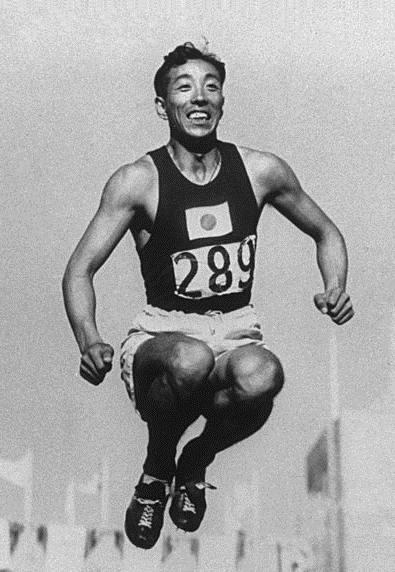
南部忠平／7月23日没

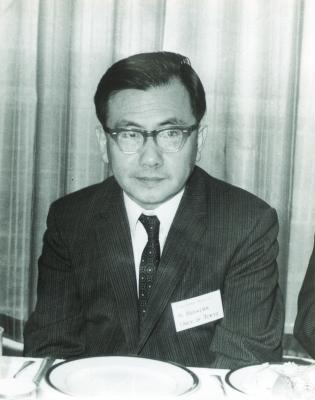
小平邦彦／7月26日没

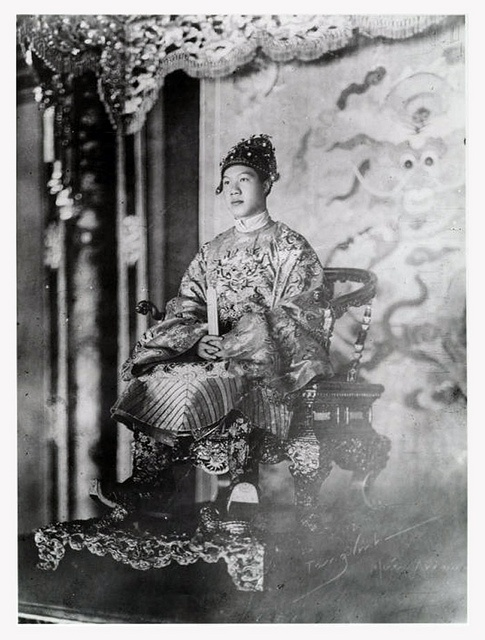
バオ・ダイ／7月30日没

- 7月16日 - 喜屋武真栄、政治家（* 1912年）
- 7月16日 - 近藤正雄、プロ野球選手（* 1922年）
- 7月20日 - 杉崎里子、将棋の女流棋士（* 1942年）
- 7月23日 - 南部忠平、陸上競技選手（* 1904年）
- 7月23日 - 纓片達雄、俳優、声優（* 1931年）
- 7月25日 - 富永祐治、交通経済学者（* 1902年）
- 7月26日 - 小平邦彦、数学者（* 1915年）
- 7月29日 - 姫田真佐久、映画撮影監督（* 1916年）
- 7月30日 - バオ・ダイ、ベトナム阮朝最後の皇帝（* 1913年）
- 7月31日 - 料治直矢、ニュースキャスター（* 1935年）